# Contea di Tongyu
La contea di Tongyu (通榆县S, Tōngyú XiànP) è una contea della Cina, situata nella provincia di Jilin e amministrata dalla prefettura di Baicheng.